# Sounds Orchestral
Sounds Orchestral was een Britse studio easy-listeninggroep, samengesteld door John Schroeder met Johnny Pearson in 1964.

## Geschiedenis
John Schroeder had eerder met Johnny Pearson gewerkt bij Oriole Records, waar hij Johnny Pearsons eerste soloalbum produceerde. Toen hij naar Pye overging, stelde Schroeder al snel de line-up samen, waaruit Sounds Orchestral zou ontstaan, bedoeld als competitie tegen EMI's succesvolle Sounds Incorporated.  Johnny Pearson (piano), Kenny Clare (drums en percussie) en Tony Reeves (bassist, die later speelde bij Curved Air) vulden de groep aan. Andere leden waren Peter McGurk (basgitaar), die stierf in juni 1968. McGurks positie werd ingevuld door Frank Clark. In het algemeen was er in de studio een trio, aangevuld met andere instrumenten en geleid door Tony Gilbert, die viool speelde op veel nummers. Op het laatste album in 1975 bestond de groep uit Johnny Pearson op piano, Ronnie Verrell op drums en Russ Stapleford op basgitaar.
Sounds Orchestrals versie van Vince Guaraldi's 1962 instrumentale Cast your fate to the wind werd in 1965 een grote hit in de Britse en Amerikaanse hitlijsten. Er werden meer dan een miljoen stuks van verkocht en het bereikte de gouden status. De opvolger, Moonglow (1965) bereikte de 43e plaats in Engeland.
Pianist Johnny Pearson heeft meegewerkt aan alle Sounds Orchestral albums. Toen Sounds Orchestral uiteindelijk stopte in 1975, was Pearson al een succesvolle solocarrière gestart bij andere platenlabels. Hij was ook muziekverzorger bij het Britse BBC televisieprogramma Top of the Pops.
Tegen het einde in 1975 had Sounds Orchestral zestien verschillende albums opgenomen, twaalf 7" singles en drie ep's.
Sounds Orchestral maakte nog één album in 1977 voor K-tel. Dit bestond uit 20 van de meest recente en populaire televisie en film thema's. Dit was het laatste originele album van Sounds Orchestral. Tegen het einde van de jaren 80, toen het cd-tijdperk was aangebroken, werden een aantal albums heruitgebracht. Meest opmerkelijk was de heruitgave in 1991 van het vierde album uit 1966, Sounds Orchestral Play Favourite Classical Melodies. Het werd hertiteld als Classical Classics en bevatte acht nieuwe tracks van Schroeder en Pearson. Het album werd opgedragen ter herinnering aan enkele overleden Sounds Orchestral-leden, waaronder Peter McGurk (bas), Kenny Clare (drums) en Tony Gilbert (viool). Pearson stierf op 20 maart 2011.

## Discografie

### Albums
- 1964 Cast Your Fate to the Wind (Pye)
- 1965 The Soul of Sounds Orchestral (Pye)
- 1965 Sounds Orchestral Meet James Bond (Pye)
- 1966 Sounds Orchestral Plays Classical Melodies (Pye)
- 1967 Sounds Latin (Pye)
- 1968 Words (Pye)
- 1969 Sounds Like a Million (Pye)
- 1969 Sounds Orchestral Meet Henry Mancini (Pye)
- 1970 Hits Orchestral, Sounds Orchestral (Pye)
- 1970 Good Morning Starshine (Pye)
- 1971 You've Got a Friend (Pye)
- 1971 Wigwam (Pye)
- 1974 The Amazing Grace of Sounds Orchestral (Pye)
- 1974 Clouds (Pye)
- 1975 Love Me for a Reason (Pye)
- 1977 20 Great TV Themes (K-tel – UK)
  - In Australië en Nieuw-Zeeland werden sommige albums uitgegeven door Astor, de voorganger van Polygram. In Canada en de Verenigde Staten werd Sounds Orchestral uitgebracht door Parkway en onafhankelijke easy-listeningplatenlabels. Vanaf 1970, zie ook Johnny Pearson and his Orchestra.

### Compilatiealbums
- 1968 Portrait in Stereo (Pye)
- 1970 Sounds Orchestral at the Movies (Pye Marble Arch)
- 1970 Golden Hour of Sounds Orchestral, Earth Moon and Sky (Pye Golden Hour)
- 1970 Golden Hour of Sounds Orchestral Vol. 2 (Pye Golden Hour)
- 1970 Readers Digest Box Set World Record Club (Zes albums box set VK uitgave) (EMI)

### Compact disc uitgaven
- 1988 The Best of Sounds Orchestral (PRT PYC4011) VK
- 1990 Images (Castle KNCD 16010) VK
- 1991 Classical Classics (Castle) VK (inclusief acht nieuwe bonus tracks)
- 1992 The Best Of (Castle MATCD225) VK
- 1995 Cast Your Fate to the Wind (Castle NEMCD 617) VK – heruitgave van Sounds Orchestrals debuutalbum
- 1997 Sounds Rare (Castle NEMCD 992) VK – Sounds Orchestral 7" B-kanten
- 2000 Sounds Chartbound (Castle CMAR662) VK

### Singles
| Single met eventuele hitnotering(en) in de Nederlandse Top 40 | Datum van verschijnen | Datum van binnenkomst | Hoogste positie | Aantal weken | Opmerkingen |
| ------------------------------------------------------------- | --------------------- | --------------------- | --------------- | ------------ | ----------- |
| Cast your fate to the wind                                    | 1965                  | 06-02-1965            | 12              | 12           |             |